# Музей иммиграции (Париж)
Музей иммиграции (фр. Cité nationale de l'histoire de l'immigration) открылся 10 октября 2007 года.

## Экспозиция
Коллекция музея прослеживает 200-летнюю историю иммиграции во Франции, содержит предметы искусства и объекты повседневной жизни, связанные с французской иммиграцией.

## Практическая информация
Музей находится в помещении дворца Порт-Доре, расположенного в XII округе Парижа, ближайшая станция метро — Porte Dorée.
Коллекция ранее занимавшего дворец Музея стран Африки и Океании ныне размещается в музее примитивного искусства на набережной Бранли. Кроме музея иммиграции, во дворце находится также аквариум тропических рыб.
Музей открыт каждый день кроме:
- понедельников

Часы работы:
- с 10:00 до 17:30
- по субботам и воскресеньям с 10:00 до 19:00